# Éder Militão
Éder Gabriel Militão (Sertãozinho, 18 januari 1998) is een Braziliaans voetballer die doorgaans als verdediger speelt. Hij verruilde FC Porto in juli 2019 voor Real Madrid, dat circa €50 miljoen voor hem betaalde. Militão debuteerde in 2018 in het Braziliaans voetbalelftal.

## Carrière

### São Paulo
Militão stroomde door vanuit de jeugd van São Paulo. Hiervoor debuteerde hij op 14 mei 2017 in de Série A, tijdens een met 1–0 verloren wedstrijd uit bij Cruzeiro. Hij kreeg die dag een basisplaats van coach Rogério Ceni. Op 17 september scoorde hij tegen EC Vitória het eerste doelpunt uit zijn profcarrière. Zijn debuut in de Copa do Brasil volgde op 1 februari 2018. Militão speelde op 13 april 2018 voor het eerst een internationale wedstrijd, een duel in het toernooi om de Copa Sudamericana uit bij Rosario Central (0–0). Hij speelde in totaal 37 wedstrijden voor São Paulo, waarin hij goed was voor drie goals en één assist. 

### FC Porto
Militão tekende op 7 augustus 2018 een vijfjarig contract bij de Portugese titelverdediger FC Porto. Hij maakte op 2 september 2018 zijn debuut in de Primeira Liga, in een 3-0 thuisoverwinning op Moreirense. Hij gaf in dit duel een assist. In de daaropvolgende wedstrijden wist Militão een basisplaats te verwerven als centrale verdediger naast Felipe. Hij maakte op 18 september zijn debuut in de Champions League tegen FC Schalke 04. Tegen diezelfde club scoorde Militao twee maanden later zijn eerste doelpunt voor FC Porto. In zijn eerste jaar bij Porto eindigde de club tweede, verloor het twee bekerfinales en kwam het tot de kwartfinale van de Champions League. Zelf kwam tot de 20-jarige tot 47 wedstrijden in alle competities dat seizoen, waarin hij vijf keer scoorde en vier assists gaf.

### Real Madrid
Militão tekende in maart 2019 een contract bij Real Madrid, dat zou ingaan op 1 juli 2019. Real Madrid betaalde 50 miljoen euro voor de Braziliaan aan Porto. São Paulo ontving 4 miljoen van de transfersom. Op 14 september maakte hij tegen UD Levante zijn debuut voor Real in de competitie, die uiteindelijk gewonnen werd door Real Madrid dat seizoen. Hij speelde 20 wedstrijden in zijn eerste seizoen, maar was vooral wisselspeler achter het vertrouwde duo Sergio Ramos-Raphaël Varane. Dit was het seizoen erna niet anders, terwijl Real dat jaar niet de competitie won. 
In de zomer van 2021 vertrok Varane naar Manchester United en veroverde Militao een basisplaats. Hij speelde 50 wedstrijden in alle competities en won de Primera División, de Supercopa en de Champions League. In de finale tegen Liverpool op 28 mei 2022 speelde Militao negentig minuten mee. 
Het seizoen 2023/24 lag Militao er bijna helemaal geblesseerd uit met een gescheurde kruisbandblessure, waardoor hij slechts dertien wedstrijden speelde. Op 31 maart 2024 speelde hij eindelijk zijn eerste wedstrijd van het seizoen. Ook viel hij op 1 juni één minuut tijdens de met 2-0 gewonnen Champions League-finale tegen Borussia Dortmund, de tweede uit zijn carrière.

## Clubstatistieken
| Seizoen     | Club        | Competitie       | Competitie | Competitie | Competitie | Beker | Beker | Beker | Internationaal | Internationaal | Internationaal | Totaal | Totaal | Totaal |
| Seizoen     | Club        | Competitie       | Wed.       | Dlp.       | Ass.       | Wed.  | Dlp.  | Ass.  | Wed.           | Dlp.           | Ass.           | Wed.   | Dlp.   | Ass.   |
| ----------- | ----------- | ---------------- | ---------- | ---------- | ---------- | ----- | ----- | ----- | -------------- | -------------- | -------------- | ------ | ------ | ------ |
| 2017        | São Paulo   | Série A          | 22         | 2          | 0          | 0     | 0     | 0     | —              | —              | —              | 22     | 2      | 0      |
| 2018        | São Paulo   | Série A          | 13         | 1          | 1          | 0     | 0     | 0     | 2              | 0              | 0              | 15     | 1      | 1      |
| Club Totaal | Club Totaal | Club Totaal      | 35         | 3          | 1          | 0     | 0     | 0     | 2              | 0              | 0              | 37     | 3      | 1      |
| 2018/19     | FC Porto    | Primeira Liga    | 29         | 3          | 4          | 9     | 0     | 0     | 9              | 2              | 0              | 47     | 5      | 4      |
| Club Totaal | Club Totaal | Club Totaal      | 29         | 3          | 4          | 9     | 0     | 0     | 9              | 2              | 0              | 47     | 5      | 4      |
| 2019/20     | Real Madrid | Primera División | 15         | 0          | 0          | 2     | 0     | 0     | 3              | 0              | 0              | 20     | 0      | 0      |
| 2020/21     | Real Madrid | Primera División | 14         | 1          | 0          | 1     | 1     | 0     | 6              | 0              | 1              | 21     | 2      | 1      |
| 2021/22     | Real Madrid | Primera División | 34         | 1          | 3          | 4     | 1     | 0     | 12             | 0              | 0              | 50     | 2      | 3      |
| 2022/23     | Real Madrid | Primera División | 33         | 5          | 1          | 8     | 1     | 0     | 10             | 1              | 0              | 51     | 7      | 1      |
| 2023/24     | Real Madrid | Primera División | 10         | 0          | 0          | 0     | 0     | 0     | 3              | 0              | 0              | 13     | 0      | 0      |
| Club Totaal | Club Totaal | Club Totaal      | 106        | 7          | 4          | 15    | 3     | 0     | 34             | 1              | 1              | 155    | 11     | 5      |
| TOTAAL      | TOTAAL      | TOTAAL           | 161        | 12         | 9          | 24    | 3     | 0     | 45             | 3              | 1              | 239    | 19     | 10     |

Bijgewerkt op 11 juli 2024.

## Interlandcarrière
Militão nam met Brazilië –17 deel aan het WK –17 van 2015. Hierop strandden zijn ploeggenoten en hij in de kwartfinale. Hij speelde alle vijf de wedstrijden die Brazilië in het toernooi zat van begin tot eind. Militão debuteerde op 12 september 2018 in het Braziliaans voetbalelftal. Daarmee won hij die dag een oefeninterland thuis tegen El Salvador (5–0). Hij speelde de hele wedstrijd.
Militao werd opgeroepen voor de Copa América 2019 en speelde enkel in de met 3-1 gewonnen finale. In de Copa América van twee jaar later, waarin Brazilië opnieuw de finale haalde maar verloor, scoorde Militao in de groepswedstrijd tegen Ecuador zijn eerste doelpunt voor Brazilië. Militao was basisspeler tijdens het WK 2022, maar verloor in de kwartfinale op strafschoppen van Kroatië. Ook op de Copa América 2024 was hij basisspeler, maar haalde hij slechts de kwartfinale. 

## Erelijst
| Competitie            | Aantal      | Jaren                     |             |             |             |
| Real Madrid           | Real Madrid | Real Madrid               | Real Madrid | Real Madrid | Real Madrid |
| --------------------- | ----------- | ------------------------- | ----------- | ----------- | ----------- |
| UEFA Champions League | 2x          | 2021/22, 2023/24          |             |             |             |
| UEFA Super Cup        | 2x          | 2022, 2024                |             |             |             |
| FIFA Club World Cup   | 1x          | 2022                      |             |             |             |
| Primera División      | 3x          | 2019/20, 2021/22, 2023/24 |             |             |             |
| Copa del Rey          | 1x          | 2022/23                   |             |             |             |
| Supercopa de España   | 2x          | 2019/20, 2021/22          |             |             |             |
| Brazilië              |             |                           |             |             |             |
| Copa América          | 1x          | 2019                      |             |             |             |

1 Courtois ·
2 Carvajal  ·
3 Militão ·
4 Alaba ·
5 Bellingham ·
6 Camavinga ·
7 Vinícius ·
8 Valverde ·
9 Mbappé ·
10 Modrić ·
11 Rodrygo ·
13 Lunin ·
14 Tchouaméni ·
15 Güler ·
16 Endrick ·
17 Vázquez ·
18 Vallejo ·
19 Ceballos ·
20 García ·
21 Díaz ·
22 Rüdiger ·
23 Mendy ·
Coach: C. Ancelotti
Assistent-trainer: D. Ancelotti
1 Alisson ·
2 Thiago Silva ·
3 Miranda ·
4 Marquinhos ·
5 Casemiro ·
6 Filipe Luís ·
7 Neres ·
8 Arthur ·
9 Gabriel Jesus ·
10 Willian ·
11 Coutinho ·
12 Alex Sandro ·
13 Dani Alves  ·
14 Militão ·
15 Allan ·
16 Cássio ·
17 Fernandinho ·
18 Paquetá ·
19 Éverton ·
20 Firmino ·
21 Richarlison ·
22 Fagner ·
23 Ederson ·
Coach: Tite
1 Alisson ·
2 Danilo ·
3 Thiago Silva  ·
4 Marquinhos ·
5 Casemiro ·
6 Alex Sandro ·
7 Paquetá ·
8 Fred ·
9 Richarlison ·
10 Neymar ·
11 Raphinha ·
12 Weverton ·
13 Dani Alves ·
14 Militão ·
15 Fabinho ·
16 Telles ·
17 Guimarães ·
18 Jesus ·
19 Antony ·
20 Vinícius ·
21 Rodrygo ·
22 Ribeiro ·
23 Ederson ·
24 Bremer ·
25 Pedro ·
26 Martinelli ·
Coach: Tite